# 真夜中の虐殺
真夜中の虐殺（Midnight Massacre）とは、第二次世界大戦末期のアメリカ合衆国で起こった戦争捕虜の殺害事件である。1945年7月8日未明、ユタ州サライナの捕虜収容所で看守を務めていた米陸軍のクラレンス・V・ベルトゥッチ二等兵(Clarence V. Bertucci)が、収容されていた旧ナチス・ドイツの捕虜を機関銃で銃撃し、9人を殺害、20人を負傷させた。この事件は「アメリカ史上最悪の捕虜収容所における虐殺」(the worst massacre at a POW camp in U.S. history)とも言われる。第二次世界大戦中に枢軸軍捕虜の殺害に関する起訴を受けた米軍人は3人のみであったが、ベルトゥッチもその1人であった。この事件が発生した時点でナチス・ドイツは降伏しており、欧州における第二次世界大戦は事実上終結していた。

## 背景
第二次世界大戦中、ユタ州には多くの捕虜収容所が設置され、州内には合計しておよそ15,000名のドイツ人およびイタリア人捕虜が存在した。サライナ収容所(Camp Salina)は比較的小規模な収容所で、他の収容所に送られる前の一時的な収容施設として使われる事が多かった。1944年から1945年にかけておよそ250人の捕虜が収容されており、その大半はエルヴィン・ロンメル将軍の元で戦ったドイツアフリカ軍団(DAK)の隊員であった。設備も簡素なもので、下士官兵用の木製床板付テントが43張、士官用のバラックが1棟、そしてそれらを3つの監視塔が囲んでいた。アメリカ国内の捕虜収容所は市街地から離れ孤立した場所に建てられることが多かったが、サライナ収容所は町の中央にあたる大通りの東端に位置していた。ドイツ捕虜らはしばしば農作業を手助けするべく住民の元に派遣されており、『ザ・ソルトレイク・トリビューン』紙のパット・バグレー(Pat Bagley)によれば、捕虜らは概ね友好的かつ紳士的に振舞っていたという。
ベルトゥッチ二等兵は1921年にニューオーリンズで生まれ、1940年に学校を中退して陸軍に入隊した。以後の5年間、イングランドなど海外での勤務を続ける。しかし、この時期に彼は「規律上の問題」を抱え、昇進もほとんど望めなくなっていた。後に彼自身が証言したところによれば、彼は入隊の際に「ドイツ人を殺す機会」が与えられると聞いていたものの実際には一度もその機会がなかった為に「騙された」と感じており、自らの海外勤務に大きな不満を抱えていたという。さらに「いつかおれはおれのドイツ人を見つけるんだ。今度はおれの番だ」（Someday I will get my Germans; I will get my turn.）とも語っていたという。彼は非常に強い反独感情を公然と抱いていたが、一方で計画的犯行を示す証拠は発見されなかった。

## 殺害
1945年7月7日夜、サライナの町に酒を飲みに出ていたベルトゥッチは大通りのカフェで何杯かコーヒーを飲んでウェイトレスと話した後、収容所に戻って看守勤務についた。深夜の交代を終えたベルトゥッチは、前任者が宿舎に戻るのを見届けてから士官用バラック近くの監視塔に登り、据え付けられていたM1917重機関銃に銃弾を装填した。そして、ドイツ捕虜たちのテントに向けて銃撃を開始したのである。ベルトゥッチはまず左から右へと掃射した後、そこからもう一度左へと掃射した。銃撃の直後、ベルトゥッチは駆けつけた他の兵士によって監視塔から引きずり降ろされたが、この時点で43張のテントのうち30張のテントが銃撃されていた。引きずり降ろされたベルトゥッチは抵抗せずに拘束されたが、この際に「もっと弾を！まだ終わっちゃいない！」(Get more ammo! I'm not done yet!)と叫んだという。
銃撃はわずか15秒間だったが、これはM1917重機関銃で250発の射撃を行う為に十分な時間である。ドイツ捕虜のうち6人は即死で、3人はサライナの病院に運び込まれた後に死亡し、その他に20人の捕虜が負傷した。捕虜のうち1人は銃撃により「ほぼ真っ二つ」にされており、6時間後に死亡した。その凄惨さは、「病院の正面入り口から血が流れ出てくる」と例えられた。
1945年7月10日付の『ピクア・デイリー・コール』紙では、事件を次のように報じている。
| 「 | 本日クラレンス・V・ベルトゥッチは、自らの反独感情から就寝中の捕虜を機関銃で銃撃して8人を殺し20人を負傷させた旨を認め、精神鑑定を受けた。同地区の捕虜収容所の担当報道官であるアーサー・J・エリクソン大佐によれば、ベルトゥッチは日曜夜の勤務中に監視塔から据え付け機銃を乱射した理由を説明できないでいるという。エリクソンはベルトゥッチの言葉として、捕虜が銃を向けるようにそそのかしてきたのだという説明と、自らの行いについて「全く申し訳ないと思わない」(not at all sorry)という言葉を述べた。また、「彼は単にドイツ人が嫌いだったのだ」と大佐は語った。それ以外に動機の説明は成されなかった。8人の捕虜の遺体はユタ州ブリガムに移送された。 | 」 |

1945年7月23日付の『Time』誌では、次のように報じられた。
| 「 | 黒髪の二等兵、クラレンス・V・ベルトゥッチは昨年の休暇の折に英国から戻り、ニューオーリンズのドラヤデス大通りの自宅で家族と過ごした。しかし、彼が勤務に戻る直前にドアの敷居に鉛筆で書き残した「共存」(Live & let live.)という言葉が、家族らを困惑させたという。先週のある晩、ユタ州サライナに駐屯していたベルトゥッチ二等兵は、そのモットーを放棄した。まず、彼は街に出て何杯かのビールを飲んだ。それからカフェでコーヒーを飲みつつ、何人かのサライナの女性と会話をして、250人のドイツ捕虜が眠る大通り東端の収容所付近をうろついた。冷たい風がテントと埃っぽい町の間をかさかさと吹き抜けた。深夜、看守勤務に付いたベルトゥッチは監視塔に登る。彼が見下ろすテント群の住民たちは、翌朝には畑へ出てビートの間引きを手伝う予定になっている。30口径機関銃が空を睨んでいた。ベルトゥッチ二等兵は弾帯を取ると慎重に装填した。彼は戦闘経験こそ無いものの、機関銃の使い方は熟知していたのだ。彼は銃口を下げ、慎重に狙いを定め、トリガーを押し込んだ。彼は43張のテントを左から右へ掃射して、さらに右から左へ戻しながらもう一度掃射した。悲鳴と断末魔がテントから響いた。悲鳴の中に、ベルトゥッチは将校が彼を呼んでいる声を聞いた。下士官は息を切らせつつ、ベルトゥッチを監視塔から引きずり下ろした。陸軍発表によれば、8人の犠牲者は先週フォート・ダグラスに埋葬され、20人の負傷者への治療が行われ、さらにブッシュネル総合病院ではベルトゥッチ二等兵の精神鑑定を検討している。第9後方部門司令部(Ninth Service Command)のある将校は、ベルトゥッチが軍法会議で2度（1度はイングランド駐在中）裁かれていた事を認めた。彼は落ち着いた様子で取り調べを受けたが、その説明はあまりにもシンプルだった。彼はドイツ人が嫌いで、だからドイツ人を殺したのだ。 | 」 |

## その後
ベルトゥッチは逮捕された後も反省や後悔の姿勢を示すことはなく、彼は被害者がドイツ人である点を強調し殺害そのものの正当性を主張した。軍部はいくらかの政治的決断の元、精神鑑定を名目として彼を地元病院に入院させた。精神異常を示す診断結果は出なかったが、軍部はベルトゥッチが精神異常者であると宣言してニューヨークの精神病院へと収監した。その後、彼がいつ頃まで入院し、またどのように退院後の生活を営んだかは不明である。彼は1969年に死去した。
殺害されたドイツ捕虜のうち、最も若い者は24歳で、最も歳を取っていたものは48歳だった。彼らはフォート・ダグラスの墓地に最大級の名誉をもった軍隊葬の元で埋葬された。ドイツ軍のものが調達できなかった為、遺体には米軍のカーキ色の制服が着せられ、棺にも鉤十字は入れられなかった。負傷者は回復の後にドイツへと帰国した。現在、彼らの埋葬されている墓地にはドイツ戦争記念碑(German War Memorial)と呼ばれる碑が設置されている。1988年にはドイツ連邦空軍が記念碑の改修費用を提供した。同年の国民哀悼の日には追悼式典が開かれ、事件で負傷した元捕虜2名が出席した。